# 足立郵便局
足立郵便局（あだちゆうびんきょく）は、東京都足立区千住曙町にある郵便局である。民営化前の分類では集配普通郵便局であった。局番号は01011。

## 概要
住所：〒120-8799 東京都足立区千住曙町42番4号

### 併設施設
- 日本郵便 東京ロジスティクスセンター[1]

### 分室
分室はなし。過去に存在した分室は以下の通り。
- 電話分室：1929年開設。電信・電話事務を取扱。1941年に足立電話局に移行して廃止。
- 保木間分室：1961年開設。1964年12月に足立北郵便局に移行。
- 興野分室：1964年開設。1971年10月に足立西郵便局に移行。

## 沿革
- 1873年（明治6年）4月17日 - 千住南組郵便取扱所として、東京府豊島郡（現・東京都荒川区南千住[2]）に開設[3]。
- 1875年（明治8年）1月1日 - 千住南組郵便受取所となる[3]。
- 1876年（明治9年）3月 - 足立郡の千住郵便局の業務を引き継ぎ、千住南組郵便局（三等）となる。同年4月1日に貯金預所を、5月1日に為替取扱所を、それぞれ設置[3]。
- 1878年（明治11年）12月 - 千住郵便局に改称[3]。北豊島郡の一部、南葛飾郡の一部、南足立郡の全域の集配事務を受け持つ[2]。
- 1883年（明治16年）7月11日 - 千住郵便支局となる[3]。
- 1885年（明治18年）9月1日 - 郵便支局を廃止し、千住郵便局（四等）として再設置[3]。
- 1886年（明治19年）3月 - 集配三等局となる[2]。
- 1895年（明治28年）3月11日 - 千住郵便電信局と改称[3]。
- 1903年（明治36年）4月1日 - 通信官署官制の施行に伴い千住郵便局となる[3]。
- 1906年（明治39年）7月6日 - 特定三等局になる[2]。
- 1911年（明治44年）11月1日 - 南足立郡千住町千住二丁目（現・足立区千住中居町[2]）へ移転[3]。
- 1919年（大正8年）3月21日 - 二等局になる[2]。
- 1932年（昭和7年）10月1日 - 足立郵便局に改称[2]。
- 1932年（昭和7年）11月26日 - 荒川郵便局開局に伴い、荒川区三河島町および南千住町の受け持ち区域を同局に移管[2]。
- 1941年（昭和16年）2月1日 - 普通郵便局となる[2]。
- 1941年（昭和21年）10月 - 足立電話局開局に伴い電話事務（電信を除く）を移管[2]。
- 1961年（昭和36年）8月21日 - 足立郵便局保木間分室（足立北郵便局の前身）開室[2]。
- 1964年（昭和39年）11月16日 - 足立郵便局興野分室（足立西郵便局の前身）開室[2]。
- 1975年（昭和50年）10月20日 - 足立区千住中居町から同区千住曙町へ移転[4]。
- 1995年（平成6年）7月1日 - 外国通貨の両替および旅行小切手の売買に関する業務取扱を開始。
- 2007年（平成19年）10月1日 - 民営化に伴い、集配業務・ゆうゆう窓口の運営を郵便事業足立支店に移管。
- 2012年（平成24年）10月1日 - 日本郵便株式会社発足に伴い、郵便事業足立支店を足立郵便局に統合。

## 取扱内容
- 郵便、印紙、ゆうパック、内容証明
- 貯金、為替、振替、振込、国際送金、国債、投資信託
- 生命保険、バイク自賠責保険、自動車保険、変額年金保険
- ゆうちょ銀行ATM
- 足立区内の一部地域（〒120-xxxx）の集配業務
- ゆうゆう窓口

## 周辺
- 東京未来大学
- アメージングスクエア
- 隅田川
- 荒川
- 旧千住郵便局電話分室 - 現在NTT東日本千住ビル。昭和初期の逓信建築を今に残す。

## アクセス
- 京成電鉄本線京成関屋駅もしくは東武伊勢崎線牛田駅から徒歩約1分
- 京成タウンバス 千住曙町停留所下車
- 首都高6号向島線堤通出入口から北へ約1km
- 駐車場あり：7台